# Милисав Лутовац
Милисав В. Лутовац (Дапсићи, 1901 — Београд, 1988) био је српски географ и академик САНУ.

## Биографија
Рођен је 7. марта 1901. године у земљорадничкој породици која је живела у селу Дапсићу код Берана (Иванград).

### Школовање
Основну школу учио је у месту рођења и Будимљу, док је први разред гимназије окончао 1915. године у Беранама. Услед Првог светског рата ово образовање је могао наставити тек 1919. године у Беранама где је и матурирао 1924. године. Током последњих година студија имао је намештење у Етнографском музеју и Етнолошком семинару, посебним заузимањем Јована Цвијића и Јована Ердељановића. По дипломирању имао је постављење за суплента III Београдске гимназије али је додељен на рад Географском заводу Универзитета, где се усавршавао годину и по дана, припремајући докторат. Са тезом  Привреда, саобраћај, и насеља у Рожају и Бихору . Пположио је докторски испит 29. новембра 1929. године, пред трочланом комисијом (Недељко Кошанин, Павле Вујевић и Боривоје Ж. Милојевић). Врло позитивно оцењена иста теза је, непуну годину дана касније, објављена као св. 8  Посебних издања  Географског друштва у Београду.
Након двогодишњег рада (1930 – 1931) као суплент II мушке Гимназије у овом граду, М. В. Лутовац је конкурсом изабран за питомца француске владе ради даљег усавршавања у антропогеографији и привредној географији на Париском универзитету. По завршетку ових студија, већ 23. марта 1935. године одбранио је и свој други докторат под насловом La Metohija, Etude degeographie humanie. Докторат на Сорбони положио је са највишом оценом (tres honorable) пред еминентном комисијом (три географа, De Martone, Demangeone и A. Shole као и историчар Н. Ајземан и слависта А Мазон) која се похвално изразила и о још два мања рада (Рељеф Метохије и Утицај Пећке Патријаршије на духовни и политички живот српског народа) која су облигатно морала бити приложена уз тадашње докторске тезе на споменутом Универзитету.

### Каријера
Када се вратио у домовину др М. В. Лутовац је био професор II мушке Гимназије све до 1937. године. Тада је на конкурсу био изабран за ванредног професора новоосноване Економско–комерцијалне високе школе, односно садашњег Економског факултета у Београду. По потреби службе, после Другог светског рата, био је професор у  VI мушкој Гимназији, Гимназији за ратом ометене ученике и Војногеодетском училишту при Војногеографском институту  у Београду. У тек основаном Географском институту Српске академије наука позван је на рад у јуну 1948. године, а већ у јануару следеће године изабран је и постављен за научног сарадника. За вишег научног сарадника биран је 1950. док је звање научног саветника добио 1959. године. Годину дана раније изабран је и за хонорарног редовног професора на Филозофском факултету у Београду. По позиву а овим и указом особите части постављен је 1961. за сталног редовног професора на означеном филозофском факултету где је изводио наставу из антропогеографије и економске географије. Једно време је био и управник катедре за Етнологију све до стицања пензије 1972. године. Скоро деценију раније, односно 21. децембра 1961. године, биран је и за дописног члана Српске академије наука. Након расписаног конкурса средином априла 1972. године, једногласно је изабран за директора малочас поменутог Географског института САНУ , а ту је дужност обављао до краја 1978. године
У овој најзначајнијој научној установи Србије академик М. В. Лутовац је активно сарађивао у више Одбора, у чему се и огледа његова активност на организацији научног рада у нас. Уз то, он је марљиво радио у Одељењима природно – математичких и друштвених наука САНУ, пошто је у њима била заступљена географија. Истовремено је председавао Одбором за топономистику у Међуакадемијском савету а био је и члан Одбора за публиковање Цвијићевих дела. Од оснивања Етнографског одбора САНУ био је члан, а од 1984. године и његов председник. У том одбору је руководио пројектима: Антропогеографске монографије области у Србији и  Друштвено–географске особине планина у Србији. Осим тога, по позиву је био члан Одбора за проучавање села, Одбора за изучавање становништва, а од 1983. године био је именован и за члана Одбора за истраживање Косова и Метохије. Од поменуте године стално је био консултован као члан Комисије за урбанизам и просторно уређење територија. Био је и веома ангажован и у раду Етнографског института САНУ, с обзиром да је прво био именован за члана а затим и за председавајућег Његовог Научног већа. Истосмислена активност академика М. В. Лутовца се огледала и у традиционалној и вишеструкој сарадњи у готово свим едицијама Српског географског друштва.
Приложен уз овај прилог нумерисани редослед библиографских јединица заслужног географа М. В. Лутовца је прва и засад једина његова предметна библиографија. Ово стога што су му све претходно изложене биле утемељене на хронолошкој дистрибуцији јединица у годишњим захватима. Како су распоређене по годинама и ове његове библиографске јединице се, опсегом третмана саопштених географских дисциплина, подоста показују у хронолошком смислу. Отуда им је сачињен списак истовремено предметног и хронолошког карактера, што је био циљ рада у оквиру библиографског сегмента презентираног доприноса библиографији академика Милисава В. Лутовца. Исказане библиографске јединице су и примерено расчлањене тако да омогућавају олакшано сагледавање сваког њиховог елемента, чиме се много добија и у исправном поимању референтног одељка научне апаратуре.

## Предметна библиографија
- Методологија научног рада у географским и сродним дисциплинама
- Историјска географија
- Географија насеља
- Географија становништва
- Економска географија
- Регионална географија
- Етнологија – духовна култура
- Етнологија – материјална култура
- Географске трансформације
- Библиографије
- Краћи записи и написи

1. Јован Цвијић: Балканско полуострво и јужнословенске земље. Основи антропогеографије. Поговор, (pp. 563 – 576). Београд, 1966.
2. Пољопривреда Југославије, Природне основе за пољопривреду. Пољопривредна енциклопедија, књ. 2, (s. 555 – 575). Загреб, 1970.
3. Живот и тренутне промене у нашим планинама. (pp. 5 – 15). Београд, 1974.
4. Предговор. Зборник радова Географског институтаЈован Цвијић САНУ, књ. 29, (стр. VII – VIII), Београд, 1977.
5. Етнички процеси у регионима Старе Рашке(p. 21 – 22) Београд, 1980.
6. Основе просторног плана СР Србије. Научни скупови у САНУ.књ. 20, (pp. 42) Председништво САНУ, Београд, 1980.
7. Јован Цвијић: Балканско полуострво. Поговор, Сабрана дела Јована Цвијића. књ. 2, (pp. 527 – 539). Књижевне новине САНУ, Завод зауџбенике и наставна средства, Београд, 1987.